# Mernung
Mernung is een bestuurslaag in het regentschap Blora van de provincie Midden-Java, Indonesië. Mernung telt 1572 inwoners (volkstelling 2010).